# María de los Ángeles Arriola Aguirre
María de los Ángeles Arriola Aguirre (Ciudad de México, 22 de septiembre de 1959) es una diplomática mexicana que fungió del 2015 al 2020 como Embajadora de México ante la República de Ghana, concurrente ante las Repúblicas de Gambia, Liberia y Sierra Leona.
Desde abril de 2020 se desempeña como Cónsul General de México en Milán, Italia.

## Educación
La Embajadora Arriola es licenciada en Relaciones Internacionales por la Facultad de Ciencias Políticas y Sociales de la Universidad Nacional Autónoma de México. A lo largo de su carrera ha realizado diferentes diplomados en política exterior de México y sus lazos con América Latina y Europa, promoción económica internacional, cultural y protección consular.

## Carrera diplomática
Ingresó a la Secretaría de Relaciones Exteriores en 1984. En el año 1990 se convirtió en miembro del Servicio Exterior Mexicano, alcanzando el grado de Embajador en abril de 2017.
Ha desempeñado diferentes cargos, tanto dentro de la Cancillería como en el exterior. Inició en 1984 como analista en el Instituto Matías Romero y posteriormente fue Jefa de Departamento y Secretaria Particular en la Dirección General de Fronteras en la Cancillería hasta 1991. 
Durante los siguientes cuatro años fungió como Encargada de asuntos económicos, políticos y de prensa, en la Embajada de México en Uruguay y como Miembro de la delegación Permanente de México ante la Asociación Latinoamericana de Integración (ALADI) (1991-1994). Participó en 1992 como miembro de la delegación de México en la Cumbre de la Tierra en Río de Janeiro.
De 1994 a 1996 estuvo encargada de asuntos económicos y consulares, en la Embajada de México en Noruega. Más adelante fue Secretaría Particular del director general de Relaciones Económicas Multilaterales con Europa, Asia y África. De 1998 a 2001 se desempeñó como representante Permanente Alterna de México ante la Organización de las Naciones Unidas para la Alimentación y la Agricultura (FAO) y representante Permanente Adjunta de México ante el Programa Mundial de Alimentos (PMA), ambos con sede en Roma, Italia.
A partir de 2001, la embajadora Arriola fue la encargada de asuntos económicos y de cooperación en la embajada de México en Italia y de 2005 a 2008 estuvo encargada de asuntos políticos, culturales y de cooperación en la Embajada de México en Suiza. 
En 2008 fue adscrita como segunda al mando en la Embajada de México en el Reino de Marruecos hasta 2011. En ese año regresó a México para asumir la Dirección General Adjunta para Europa Mediterránea y países no miembros de la Unión Europea hasta 2015.
De 2015 a 2020 fue Embajadora plenipotenciaria de México ante la República de Ghana, concurrente ante las Repúblicas de Gambia, Liberia y Sierra Leona. Es la primera embajadora de México en Ghana, después de la reapertura de dicha representación en 2014. Durante su gestión ha trabajado por fortalecer los lazos de cooperación económica con el país anfitrión, así como la presencia de México en África.
A partir de abril de 2020 a la fecha, se desempeña como Cónsul General de México en Milán (Itlaia), con concurrencia en el norte de Italia y la isla de Cerdeña. Entre sus funciones destacan las labores de asistencia, protección y documentación a mexicanas y mexicanos, relaciones con las comunidades mexicanas residentes en el norte de Italia y Cerdeña, promoción cultural y, de manera especial, la promoción y fomento de las relaciones económicas y comerciales con las regiones del norte de Italia.

## Reconocimientos
En el año 2009 recibió la condecoración por veinticinco años de carrera del Servicio Exterior Mexicano.

## Publicaciones
Colaboró en la investigación y publicación de la “Guía de las Actas de la Comisión Internacional de Límites y Aguas entre México y los Estados Unidos, en el centenario de su establecimiento” en 1989 y publicó en 2004 el artículo “Relaciones entre América Latina y el Caribe y Unión Europea de frente a los retos del siglo XXI”, en la Revista especializada del Instituto Ítalo Latinoamericano.